# Выборы в Палату советников Японии (2025)
Выборы 2025 года в Палату советников Японии состоялись 20 июля, для избрания сроком на шесть лет 125 членов Палаты, что составляет половину состава всей верхней палаты Национального парламента.

## Предыстория
Парламентские выборы в октябре 2024 года привели к потере большинства правящей коалиции «Либерально-демократическая партия»-«Комэйто» в Палате представителей под руководством премьер-министра Сигэру Исибы. Существовала возможность того, что правящая коалиция потерпит ещё одно «крупное поражение» на выборах в Палату советников, если оппозиционные партии смогут объединить свои усилия.
По данным Jiji Press, если пять оппозиционных партий, включая главную оппозиционную «Конституционно-демократическая партия» (КДП), заключили соглашения по 32 одномандатным округам, то правящая коалиция ЛДП-Комэйто, по прогнозам, получила бы 10 мест против 22 у оппозиционного лагеря, и только три, если к оппозиционному альянсу присоединилась «Партия инноваций» (ПИ). В январе 2025 года ПИ представила КДП план, который направлен на объединение оппозиции в одномандатных округах против ЛДП. Предложение включало использование онлайн-опросов и проведение первичных выборов. «Рэйва», социал-демократы и ДПДН поставили под сомнение план, в то время как коммунисты полностью отказались от него. Позже в феврале ПИ объявила, что решение о том, проводить ли оппозиционные праймериз, будет принято в течение месяца. Генеральный секретарь ПИ Рёхэй Иватани прокомментировал, что все партии, кроме Коммунистической, были «весьма позитивны» в отношении плана.

## Избирательная система
Выборы в Палату советников проводятся каждые три года. Срок полномочий советников составляет шесть лет, и на каждых таких выборах избирается половина состава Палаты. Советники, выдвинутые на выборы в 2025 году, в последний раз избирались в 2019 году или участвуют в выборах впервые.
Подобно Палате представителей, выборы в Палату советников проводятся по смешанной мажоритарной системе. В параллельном голосовании 75 из 125 советников на этих выборах избираются в одномандатных или многомандатных округах, соответствующих префектурам Японии, с использованием системы относительного большинства в одномандатных округах и системы единственного непередаваемого голоса в многомандатных префектурных округах. Остальные 50 советников избираются в одном общенациональном округе с использованием пропорционального представительства партий по открытому списку по методу Д’Ондта. Каждый префектурный округ избирает по крайней мере одного советника на каждых выборах, что означает, что в каждом округе всего два советника. Число советников, выделяемых каждому префектурному округу, основано на численности населения. Например, в Токио всего двенадцать советников, и на каждых выборах избираются шесть. Некоторые префектуры «объединяются» в одну, чтобы устранить разницу в ценности одного голоса. С 2016 года префектуры Тоттори и Симане, а также префектуры Токусима и Коти, соответственно, объединены в единые избирательные округа. Хотя избиратели могут отдавать голоса за конкретных кандидатов на пропорциональных выборах, с 2018 года партии могут отдавать приоритет определённым кандидатам для получения выделенных мест, опережая своих кандидатов, набравших наибольшее количество голосов. Не существует избирательного порога, который партии должны преодолеть для получения мест в пропорциональном компоненте.

## Опросы общественного мнения

Кривая опросов о намерениях голосовать за партию:

## Результаты
|                                                      |                                        |                      |                      |                      |                      |                      |                      |               |                     |       |       |  |  |  |
| Партия                                               | Партия                                 | По партийным спискам | По партийным спискам | По партийным спискам | Одномандатные округа | Одномандатные округа | Одномандатные округа | Места         | Места               | Места | Места |  |  |  |
| Партия                                               | Партия                                 | Голосов              | %                    | Мест                 | Голосов              | %                    | Мест                 | Мест получено | Избрано в 2022 году | Итого | +/–   |  |  |  |
|                                                      | Либерально-демократическая партия      | 12 808 307           | 21,64                | 12                   | 14 470 017           | 24,46                | 27                   | 39            | 62                  | 101   | ▼18   |  |  |  |
|                                                      | Демократическая партия для народа      | 7 620 493            | 12,88                | 7                    | 7 180 653            | 12,14                | 10                   | 17            | 5                   | 22    | ▲12   |  |  |  |
|                                                      | Сансэйто                               | 7 425 054            | 12,55                | 7                    | 9 264 284            | 15,66                | 7                    | 14            | 1                   | 15    | ▲14   |  |  |  |
|                                                      | Конституционная демократическая партия | 7 397 456            | 12,50                | 7                    | 9 119 656            | 15,42                | 15                   | 22            | 16                  | 38    | ▼1    |  |  |  |
|                                                      | Комэйто                                | 5 210 569            | 8,80                 | 4                    | 3 175 791            | 5,37                 | 4                    | 8             | 13                  | 21    | ▼6    |  |  |  |
|                                                      | Партия инноваций Японии                | 4 375 927            | 7,39                 | 4                    | 3 451 834            | 5,84                 | 3                    | 7             | 12                  | 19    | ▼2    |  |  |  |
|                                                      | Рэйва Синсэнгуми                       | 3 879 914            | 6,56                 | 3                    | 1 881 606            | 3,18                 | 0                    | 3             | 3                   | 6     | ▲1    |  |  |  |
|                                                      | Консервативная партия Японии           | 2 982 093            | 5,04                 | 2                    | 652 266              | 1,10                 | 0                    | 2             | 0                   | 2     | новая |  |  |  |
|                                                      | Коммунистическая партия Японии         | 2 864 738            | 4,84                 | 2                    | 2 831 672            | 4,79                 | 1                    | 3             | 4                   | 7     | ▼4    |  |  |  |
|                                                      | Команда Мираи                          | 1 517 890            | 2,56                 | 1                    | 956 674              | 1,62                 | 0                    | 1             | 0                   | 1     | новая |  |  |  |
|                                                      | Социал-демократическая партия          | 1 217 823            | 2,06                 | 1                    | 302 775              | 0,51                 | 0                    | 1             | 1                   | 2     | ▲1    |  |  |  |
|                                                      | Партия NHK                             | 682 626              | 1,15                 | 0                    | 740 740              | 1,25                 | 0                    | 0             | 1                   | 1     | ▼1    |  |  |  |
|                                                      | Путь к возрождению                     | 524 788              | 0,89                 | 0                    | 128 746              | 0,22                 | 0                    | 0             | 0                   | 0     | новая |  |  |  |
|                                                      | Япония Сейшинкай                       | 333 263              | 0,56                 | 0                    | 223 067              | 0,38                 | 0                    | 0             | 0                   | 0     | новая |  |  |  |
|                                                      | Коалиция независимых                   | 289 222              | 0,49                 | 0                    | 341 437              | 0,58                 | 0                    | 0             | 0                   | 0     | новая |  |  |  |
|                                                      | Партия реформ Японии                   | 55 232               | 0,09                 | 0                    | 74 274               | 0,13                 | 0                    | 0             | 0                   | 0     | новая |  |  |  |
|                                                      | Япония, снижающая налоги               |                      |                      |                      | 254 938              | 0,43                 | 0                    | 0             | 0                   | 0     | новая |  |  |  |
|                                                      | Консервативная партия Японии           |                      |                      |                      | 129 130              | 0,22                 | 0                    | 0             | 0                   | 0     | новая |  |  |  |
|                                                      | Ассоциация защиты японских семей       |                      |                      |                      | 23 686               | 0,04                 | 0                    | 0             | 0                   | 0     | новая |  |  |  |
|                                                      | Партия сотрудничества                  |                      |                      |                      | 6 292                | 0,01                 | 0                    | 0             | 0                   | 0     | новая |  |  |  |
|                                                      | Партия за снижение налогов             |                      |                      |                      | 5 387                | 0,01                 | 0                    | 0             | 0                   | 0     | новая |  |  |  |
|                                                      | Новая партия Кунимори                  |                      |                      |                      | 4 832                | 0,01                 | 0                    | 0             | 0                   | 0     | новая |  |  |  |
|                                                      | Новая партия Ямато                     |                      |                      |                      | 3 885                | 0,01                 | 0                    | 0             | 0                   | 0     | новая |  |  |  |
|                                                      | Партия Сайго                           |                      |                      |                      | 1 805                | 0,00                 | 0                    | 0             | 0                   | 0     | новая |  |  |  |
|                                                      | Партия ядерного синтеза                |                      |                      |                      | 1 611                | 0,00                 | 0                    | 0             | 0                   | 0     | новая |  |  |  |
|                                                      | Партия мира во всем мире               |                      |                      |                      | 1 494                | 0,00                 | 0                    | 0             | 0                   | 0     | новая |  |  |  |
|                                                      | Партия создания Спасителя              |                      |                      |                      | 1 292                | 0,00                 | 0                    | 0             | 0                   | 0     | новая |  |  |  |
|                                                      | Независимые кандидаты                  |                      |                      |                      | 3 923 802            | 6,63                 | 8                    | 8             | 5                   | 13    | ▲1    |  |  |  |
| Общая информация                                     |                                        |                      |                      |                      |                      |                      |                      |               |                     |       |       |  |  |  |
| Действительных бюллетеней                            | Действительных бюллетеней              | 59 185 735           | 97,65                |                      | 59 153 646           | 97,59                |                      |               |                     |       |       |  |  |  |
| Недействительных бюллетеней                          | Недействительных бюллетеней            | 1 422 497            | 2,35                 |                      | 1 460 129            | 2,41                 |                      |               |                     |       |       |  |  |  |
| Всего                                                | Всего                                  | 60 608 232           | 100,00               | 50                   | 60 613 775           | 100,00               | 75                   | 125           | 123                 | 248   | ▬     |  |  |  |
| Зарегистрировано избирателей/явка                    | Зарегистрировано избирателей/явка      | 103 591 806          | 58,51                |                      | 103 591 806          | 58,51                |                      |               |                     |       |       |  |  |  |
| Источник: Министерство внутренних дел и коммуникаций |                                        |                      |                      |                      |                      |                      |                      |               |                     |       |       |  |  |  |

## Последствия
Вскоре после закрытия избирательных участков в 20:00 (JST) 20 июля 2025 года члены правящей Либерально-демократической партии (ЛДП) обсуждали, должен ли Исиба оставаться главой партии. В частности бывший премьер-министр и действующий депутат от ЛДП Таро Асо заявил, что он «не может принять» сохранение Исибы на посту премьер-министра.
На послевыборной пресс-конференции Исиба заявил, что ЛДП «получила крайне суровое осуждение от народа», и что поражение можно объяснить «политической реформой, инфляцией и проблемами, связанными с иностранцами», а также неспособностью «предложить избирателям чёткую, действенную политику». Исиба также заявил, что чувствует «серьёзную ответственность за результаты этих выборов», но не собирается уходить в отставку, заявив, что «должен продолжать выполнять свои обязанности перед страной и её народом, чтобы не застопорить политику».
23 июля 2025 года газеты «Майнити симбун» и «Санкэй симбун» сообщили, что Исиба планирует официально уйти в отставку с поста премьер-министра и председателя ЛДП в конце августа, после 80-й годовщины окончания Второй мировой войны. Издание Jiji сообщило, что неназванный высокопоставленный член руководства ЛДП дал понять, что Исиба уйдет в отставку после того, как партия проведёт пересмотр результатов выборов в августе. Однако Исиба опроверг эти сообщения в тот же день во время пресс-конференции в штаб-квартире ЛДП.